# كاستيو دي لوكوبين
بلدية كاستيو دي لوكوبين (بالإسبانية: Castillo de Locubín) هي بلدية تقع في مقاطعة خاين التابعة لمنطقة أندلوسيا جنوب إسبانيا.

## الديموغرافيا
بلغ عدد سكان بلدية كاستيو دي لوكوبين 4.697 نسمة عام 2011 (وفقاً للمعهد الوطني للإحصاء الإسباني).
| 5.667 | 5.277 | 4.971 | 5.004 | 4.887 | 4.732 | 4.697 |